# Туран (Бурятия)
Тура́н (бур. Туран) — село в Тункинском районе Бурятии. Административный центр сельского поселения «Туран».

## География
Расположено в Тункинской впадине, на правом берегу Иркута в месте впадения реки Туран в 35 км к западу от села Кырен (райцентр), в 413 км от Улан-Удэ и в 195 км от Иркутска.
Село находится на 153-м километре Тункинского тракта, пролегающего вдоль Иркута. По мосту через Иркут на север от села отходит автодорога в Ниловку и Хойто-Гол. Железных дорог нет.

## Население
| 2002 | 2010 |
| ---- | ---- |
| 731  | ↘711 |